# Jeanne Beauprey
Jeanne Marie Beauprey, född 21 juni 1961 i Anaheim i Kalifornien, är en amerikansk före detta volleybollspelare.
Beauprey blev olympisk silvermedaljör i volleyboll vid sommarspelen 1984 i Los Angeles.